# Taniajacoïta
La taniajacoïta és un mineral de la classe dels silicats que pertany al grup de la ruizita. Rep el nom de Jaco i Tania Janse van Nieuwenhuizen, descobridors del mineral.

## Característiques
La taniajacoïta és un sorosilicat de fórmula química SrCaMn3+₂Si₄O11(OH)₄·2H₂O. Va ser aprovada com a espècie vàlida per l'Associació Mineralògica Internacional l'any 2015, sent publicada per primera vegada el 2021. Cristal·litza en el sistema triclínic. La seva duresa a l'escala de Mohs es troba entre 5 i 5,5.
Les mostres que van servir per a determinar l'espècie, el que es coneix com a material tipus, es troben conservades a les col·leccions del Museu Mineral de la Universitat d'Arizona, a Tucson (Arizona), amb el número de catàleg: 20009, i al projecte RRUFF, amb el número: r140945.

## Formació i jaciments
Va ser descoberta a la mina N'Chwaning III, a la localitat de Kuruman, dins el camp de manganès del Kalahari (Cap Septentrional, Sud-àfrica), on es troba en forma de cristalls marrons radials aciculars. Aquest indret és l'únic a tot el planeta on ha estat descrita aquesta espècie mineral.